# Kārlis Ulmanis
Kārlis Vilhelms Augusts Ulmanis (Bērze, 4 de setembro de 1877 — Krasnovodsk, 20 de setembro de 1942) foi um político e ditador letão.  Ele foi um dos políticos letões mais proeminentes da Letônia antes da Segunda Guerra Mundial, durante o período entreguerras de independência, de novembro de 1918 a junho de 1940, e serviu como o 1° primeiro-ministro do país. 
Ele serviu quatro vezes como primeiro-ministro, a última vez como chefe de um regime autoritário, durante o qual posteriormente também adotou o título de Presidente da Letônia. O legado de sua ditadura continua a dividir a opinião pública na Letônia hoje. 

## Biografia

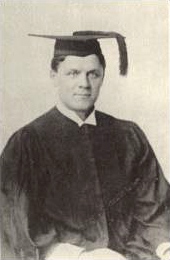
Kārlis Ulmanis como estudante da Universidade de Nebraska

Nascido em uma próspera família de agricultores, Ulmanis estudou agricultura no Instituto Federal Suíço de Tecnologia de Zurique e na Universidade de Leipzig. Depois, trabalhou na Letônia como escritor, palestrante e gerente em cargos agrícolas. Ele foi politicamente ativo durante a Revolução de 1905, foi brevemente preso em Pskov e posteriormente fugiu da Letônia para evitar a prisão pelas autoridades russas. Durante este período de exílio, ele estudou na Universidade de Nebraska-Lincoln, nos Estados Unidos, como Karl August Ulmann, obtendo o título de Bacharel em Ciências Agrárias.  Depois de trabalhar brevemente naquela universidade como professor, Ulmanis mudou-se para Houston, Texas. O negócio de laticínios que ele havia comprado ali enfrentou dificuldades financeiras. 
Ulmanis retornou à Letônia do exílio americano em 1913, após ser informado de que agora era seguro para exilados políticos retornarem devido à declaração de anistia geral por Nicolau II da Rússia. Essa segurança durou pouco, pois a Primeira Guerra Mundial estourou um ano depois e a província da Curlândia foi parcialmente ocupada pela Alemanha em 1915.

## Carreira política na Letônia independente
Nos últimos estágios da Primeira Guerra Mundial, ele fundou a União dos Agricultores da Letônia, um dos dois partidos políticos mais importantes da Letônia naquela época. Ulmanis foi um dos principais fundadores do Conselho Popular, que proclamou a independência da Letônia em 18 de novembro de 1918, com Ulmanis como primeiro-ministro do primeiro governo provisório da Letônia. Após a Guerra da Independência da Letônia de –, uma convenção constitucional estabeleceu a Letônia como uma democracia parlamentar em 1920. Ulmanis serviu como primeiro-ministro em várias administrações governamentais letãs subsequentes, de 1918 a 1934. 

## Golpe de 15 de maio de 1934

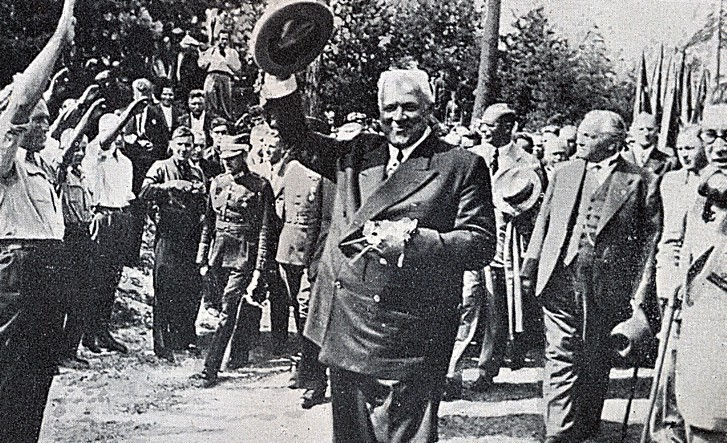
Ulmanis em 1934

Na noite de 15 a 16 de maio de 1934, Ulmanis, com o apoio do Ministro da Guerra Jānis Balodis, proclamou estado de guerra e dissolveu todos os partidos políticos e o Saeima (parlamento). O golpe sem derramamento de sangue foi realizado pelo exército e unidades da guarda nacional Aizsargi, leais a Ulmanis. Eles se moveram contra importantes escritórios governamentais, instalações de comunicação e transporte. Muitos políticos e autoridades eleitas (quase exclusivamente social-democratas, bem como figuras da extrema direita e esquerda) foram detidos, assim como quaisquer oficiais militares que resistiram ao golpe de estado. Cerca de 2.000 sociais-democratas foram inicialmente detidos pelas autoridades, incluindo a maioria dos membros sociais-democratas do Saeima dissolvido, assim como membros de várias organizações radicais de direita, como a Pērkonkrusts. 
No total, 369 social-democratas, 95 membros do Pērkonkrusts, ativistas pró-nazistas da comunidade alemã do Báltico e vários outros políticos de outros partidos foram internados em um campo de prisioneiros estabelecido no distrito de Karosta, em Liepāja. Depois de vários sociais-democratas, como Bruno Kalniņš, terem sido inocentados pelos tribunais das acusações de porte de armas, a maioria dos presos começou a ser libertada ao longo do tempo.  Os condenados pelos tribunais por actos de traição, como o líder dos Pērkonkrusts Gustavs Celmiņš, permaneceram atrás das grades durante toda a duração das suas penas, três anos no caso de Celmiņš. 
Nos quatro anos seguintes, Ulmanis governou por decreto, sem parlamento. Um decreto atribuiu as funções do Saeima ao gabinete até que uma nova constituição pudesse ser redigida.  Embora o atual presidente do estado, Alberts Kviesis, não tenha apoiado o golpe, ele permaneceu no cargo e colaborou com Ulmanis. 
Em 19 de março de 1936, o gabinete de Ulmanis elaborou uma lei que previa que Ulmanis se tornasse presidente do estado e primeiro-ministro após o término do mandato de Kviesis. Isso claramente violou a Constituição, que estipulava que o presidente do Saeima se tornaria presidente interino até novas eleições. No entanto, ninguém ousou se opor. Quando Kviesis deixou o cargo em 11 de abril de 1936, Ulmanis combinou os cargos de presidente e primeiro-ministro. 

## Regime autoritário
O regime de Ulmanis foi único entre outras ditaduras europeias do período entre guerras. Ulmanis não criou um partido governante, um parlamento definitivo ou uma nova ideologia. Foi uma ditadura apartidária, pessoal e paternalista na qual Ulmanis — que se autodenominava "o líder do povo" — afirmava fazer o que achava ser melhor para os letões. Toda a vida política foi proscrita, enquanto a cultura e a economia acabaram sendo organizadas em um tipo de estatismo corporativo popularizado durante aqueles anos por Mussolini. Foram criadas Câmaras de Profissões, semelhantes às Câmaras de Corporações de outras ditaduras. 
Todos os partidos políticos, incluindo o Sindicato dos Agricultores de Ulmanis, foram proibidos. Parte da Constituição da Letônia e as liberdades civis foram suspensas. Todos os jornais detidos por partidos ou organizações políticas foram encerrados  e todas as publicações foram sujeitas à censura e à supervisão governamental pelo Ministério dos Assuntos Públicos liderado por Alfrēds Bērziņš. O exército e os paramilitares de Aizsargi foram agraciados com privilégios. 
Acredita-se que Ulmanis tenha sido um líder popular, especialmente entre fazendeiros e letões étnicos. Isso é discutível. Seu partido nunca havia conquistado mais de 17% dos votos em nenhuma eleição e viu seu apoio diminuir constantemente nos anos desde a convenção constitucional de 1922. Na eleição de 1931, o Sindicato dos Agricultores obteve apenas 12,2% dos votos, o menor índice de todos os tempos. Alguns historiadores acreditam que um dos principais motivos do golpe foi o medo de perder ainda mais votos nas próximas eleições. Desde o momento do seu golpe até sua morte, por razões óbvias, não havia estatísticas confiáveis sobre votação ou popularidade. 

### Ideologia
Ulmanis era um nacionalista letão que defendia o slogan "Letônia para os letões", o que significava que a Letônia deveria ser um estado-nação letão, não um estado multinacional com elites alemãs bálticas tradicionais e uma classe empresarial judaica. Ao mesmo tempo, o slogan "O sol da Letônia brilha igualmente para todos" foi usado e nenhum grupo étnico foi ativamente visado. Um número limitado de imprensa e organizações alemãs, judaicas e de outras minorias continuou a existir até onde as limitações da ditadura autoritária permitiram. Os jornais em iídiche foram particularmente afetados. Na prática, apenas o jornal Haint do partido religioso Agudat Israel não foi proibido, enquanto as publicações populares Dos Folk, Frimorgn, Riger Tog e Naier Fraitik foram fechadas.   A lista oficial de jornais e revistas da câmara de comércio de 1936 não lista uma única publicação em iídiche, hebraico ou judaico. 
Foram seguidas políticas de letonização na área da educação, cortando e eliminando subsídios para a educação das minorias.  Durante o governo de Ulmanis, a educação foi fortemente enfatizada e as taxas de alfabetização na Letônia atingiram níveis altos. No entanto, especialmente na região de Latgale, no leste da Letónia, a educação foi activamente utilizada como uma ferramenta de assimilação   de minorias. Muitas escolas novas foram construídas, mas eram escolas letãs e, portanto, as crianças de minorias foram assimiladas. 

### Economia

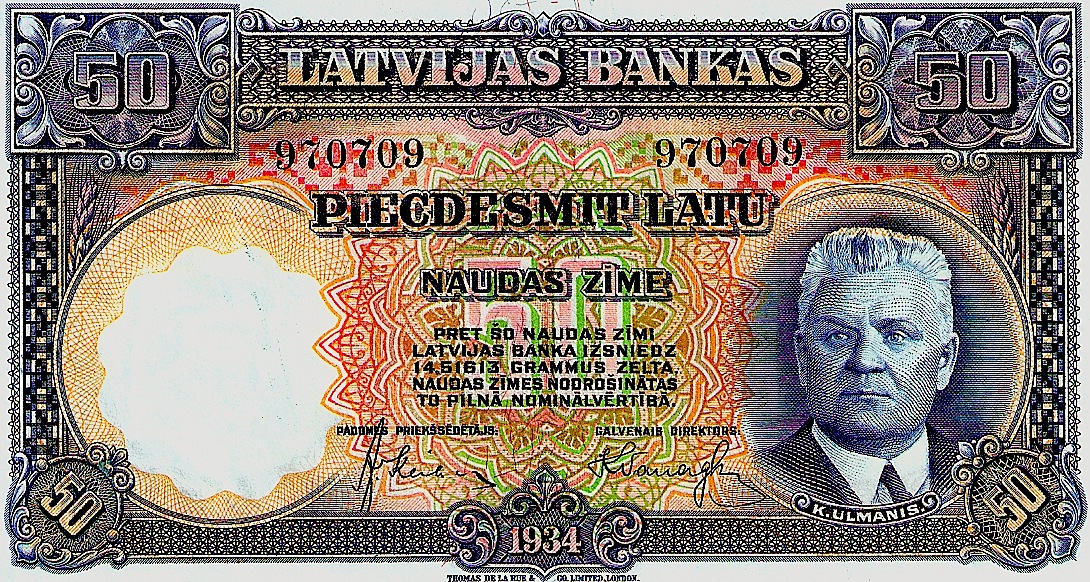
Nota de 50 lati com o retrato de Ulmanis

Os historiadores económicos estão divididos quanto à questão de saber se a Letónia experimentou estagnação económica ou prosperidade durante o regime de Ulmanis.  O estado assumiu um papel maior na economia e o capitalismo de estado foi introduzido pela compra e união de empresas privadas menores e concorrentes em empresas estatais maiores. Este processo foi controlado pelo Latvijas Kredītbanka [lv], um banco estatal criado em 1935. Muitos projetos de construção em grande escala foram realizados — novas escolas, edifícios administrativos, a Usina Hidrelétrica de Ķegums. Devido à aplicação da economia da vantagem comparativa, o Reino Unido e a Alemanha se tornaram os principais parceiros comerciais da Letônia, enquanto o comércio com a URSS foi reduzido. A economia, especialmente os setores agrícola e industrial, era microgerenciada em um grau extremo. Ulmanis nacionalizou muitas indústrias. Isso resultou em rápido crescimento econômico, durante o qual a Letônia atingiu um padrão de vida muito alto. Numa época em que a maior parte da economia mundial ainda sofria os efeitos da Grande Depressão, a Letônia pôde apontar aumentos tanto no produto nacional bruto (PNB) quanto nas exportações de produtos letões para o exterior. Isso, no entanto, ocorreu à custa da liberdade e dos direitos civis. 

A política de Ulmanis, mesmo antes de sua ascensão ao poder, era abertamente direcionada à eliminação dos grupos minoritários da vida econômica e à concessão de acesso a todas as posições na economia nacional aos letões de etnia letã. Isto era por vezes referido como "Letização".  Segundo algumas estimativas, cerca de 90% dos bancos e estabelecimentos de crédito na Letônia eram estatais ou estavam sob gestão letã em 1939, contra 20% em 1933.  Alfrēds Birznieks, o ministro da agricultura, num discurso proferido em Ventspils em 26 de janeiro de 1936, disse:
O povo letão é o único senhor deste país; os próprios letões promulgarão as leis e julgarão por si mesmos o que é justiça. 
Como resultado, a influência econômica e cultural das minorias — alemães, judeus, russos, poloneses — diminuiu. 
O primeiro longa-metragem sonoro da Letônia, Filho de Pescador [lv] (1939) era o conto de um jovem pescador que tenta libertar outros pescadores locais do poder de um intermediário e mostra-lhes que o futuro está no trabalho cooperativo.  O filme foi baseado em um romance muito popular escrito por Vilis Lācis, que em 1940 se tornou o primeiro-ministro da RSS da Letônia ocupada pelos soviéticos.

## Vida posterior e morte
Em 23 de agosto de 1939, a Alemanha de Adolf Hitler e a URSS de Josef Stalin assinaram um acordo de não agressão, conhecido como Pacto Molotov-Ribbentrop, que continha um adendo secreto (revelado apenas em 1945), dividindo a Europa Oriental em esferas de influência. A Letônia foi então atribuída à esfera soviética. Após um ultimato soviético em outubro de 1939, Ulmanis assinou o Tratado de Assistência Mútua Soviético-Letão e permitiu a formação de bases militares soviéticas na Letônia. Em 17 de junho de 1940, a Letônia foi completamente ocupada pela União Soviética. Em vez de arriscar uma guerra invencível, Ulmanis fez um discurso de rádio nacional ordenando que não houvesse resistência ao Exército Vermelho, dizendo: "Eu permanecerei no meu lugar e você permanecerá no seu". 
Durante o mês seguinte, Ulmanis cooperou com os soviéticos. Ele renunciou ao cargo de primeiro-ministro três dias após o golpe e nomeou um governo de esquerda liderado por Augusts Kirhenšteins — que, na verdade, havia sido escolhido pela embaixada soviética. Eleições controladas pelos soviéticos para uma "Saeima do Povo" foram realizadas de 14 a 15 de julho, nas quais os eleitores receberam uma única lista de uma aliança dominada pelos comunistas. A nova “Saeima do Povo” reuniu-se a 21 de Julho com apenas uma ordem de trabalhos: uma resolução que proclamava a Letónia uma república soviética e procurava a admissão na União Soviética, que foi aprovada por unanimidade.  Essa medida violou a Constituição da Letônia, que estipulava que uma grande mudança na ordem constitucional básica só poderia ser promulgada após dois terços do eleitorado aprová-la por meio de um plebiscito. Desde que a Letônia se separou da União Soviética em 1990, o país tem argumentado que a resolução que buscava a admissão na União Soviética era ilegal. Ele ainda afirma que o Saeima do Povo foi eleito de acordo com uma lei eleitoral ilegal e inconstitucional, tornando todos os seus atos nulos. 

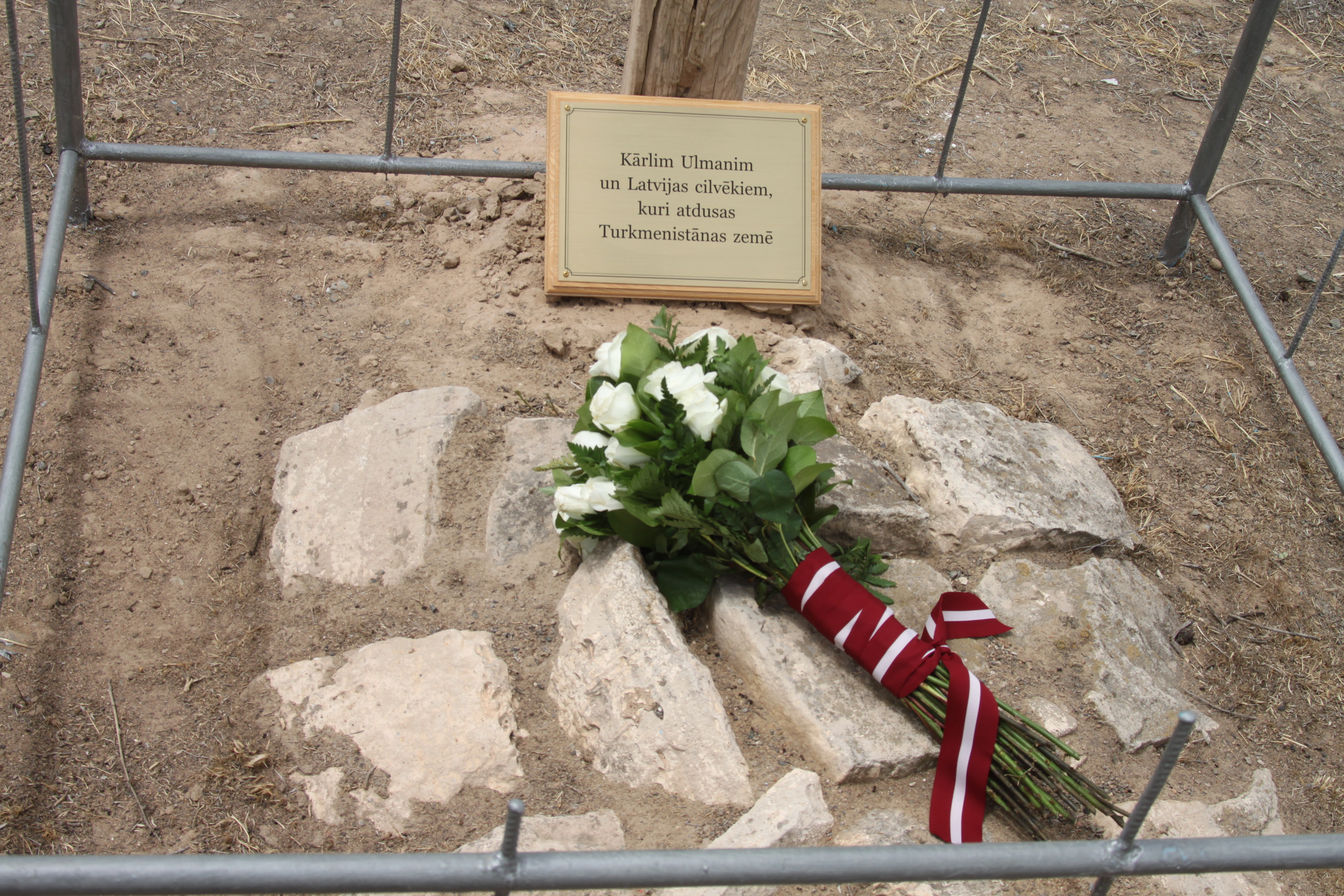
Um possível túmulo de Kārlis Ulmanis em Türkmenbaşy, Turcomenistão, com uma placa comemorativa "para Kārlis Ulmanis e todo o povo da Letônia que descansa na terra do Turcomenistão"

Também em 21 de julho, Ulmanis foi forçado a renunciar à presidência; Kirhenšteins assumiu a presidência e supervisionou as etapas finais da integração da Letônia à União Soviética. Ulmanis pediu ao governo soviético uma pensão e permissão para emigrar para a Suíça. Em vez disso, ele foi preso e enviado para Stavropol, na República Socialista Federativa Soviética da Rússia, onde trabalhou em sua profissão original como agrônomo por um ano. Após o início da Operação Barbarossa, ele foi preso em julho de 1941. Um ano depois, quando os exércitos alemães se aproximavam de Stavropol, ele e outros presos foram evacuados para a prisão em Krasnovodsk, na RSS do Turcomenistão (atual Türkmenbaşy, no Turcomenistão). No caminho para lá, ele contraiu disenteria e morreu logo em 20 de setembro de 1942. Durante muito tempo, seu local de sepultamento foi desconhecido. Em 2011, a mídia georgiana informou que Ulmanis pode estar enterrado no Cemitério da Cidade de Gori, de acordo com um ex-coveiro que alegou que foi escoltado por oficiais da KGB e teve que cavar a sepultura de Ulmanis.  No entanto, em 2017, o sobrinho-neto de Ulmanis, Guntis Ulmanis, anunciou que a busca havia sido cancelada, pois era evidente que o local seria impossível de encontrar. 

## Avaliações posteriores

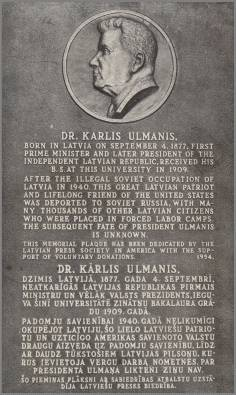
Placa comemorativa na Universidade de Nebraska-Lincoln de 1954

O legado de Kārlis Ulmanis para a Letónia e os letões é complexo. Na República Socialista Soviética da Letônia do pós-guerra, o regime soviético rotulou Ulmanis de fascista, indistinguível dos nazistas, acusando-o de corrupção e de repressões sangrentas contra os trabalhadores letões. 
Entre os emigrantes letões do pós-guerra de origem cultural letã no exílio, Ulmanis foi idealizado por muitos daqueles que viam seu governo autoritário de 6 anos como uma Era de Ouro da nação letã. Algumas tradições criadas pelos Ulmanis, como o chamado Convite amigável [lv], uma doação de caridade para a antiga escola, continuou a ser mantida. 

Ulmanis num selo de 2001

Na Letônia independente atual, Ulmanis continua sendo uma figura popular, embora também controversa. Muitos letões o veem como um símbolo da independência da Letônia antes da Segunda Guerra Mundial, e os historiadores geralmente concordam sobre seu papel positivo como primeiro-ministro durante os anos de formação do país. No entanto, em relação ao período autoritário, as opiniões divergem. Por um lado, é possível creditar a Ulmanis a ascensão da prosperidade econômica dos letões étnicos durante a década de 1930 e enfatizar que sob seu governo não houve o mesmo nível de militarismo ou opressão política em massa que caracterizou outras ditaduras da época. Por outro lado, historiadores como o biógrafo de Ulmanis, Edgars Dunsdorfs [lv] são da opinião de que alguém que dissolveu o Parlamento e adoptou um regime autoritário não pode ser considerado uma figura positiva, mesmo que esse regime tenha sido, em alguns termos, próspero. 
Um sinal de que Ulmanis ainda era muito popular na Letônia durante os primeiros anos da independência reconquistada foi a eleição de seu sobrinho-neto Guntis Ulmanis como presidente da Letônia em 1993. 
Uma das principais rotas de tráfego em Riga, capital da Letônia, recebeu seu nome em sua homenagem (Kārļa Ulmaņa gatve, anteriormente nomeada em homenagem a Ernst Thälmann). Em 2003, um monumento de Ulmanis foi inaugurado num parque no centro de Riga. 

## Vida pessoal e familiar
Não se sabe muito sobre a vida pessoal de Ulmanis. Sabe-se que ele nunca se casou e não há registros de que tenha namorado alguém. Quando perguntado uma vez sobre o porquê de não ser casado ou não ter um parceiro, sua resposta foi: "Sou casado com a Letônia, e isso é o suficiente para mim". Durante sua vida, houve rumores sobre sua sexualidade, com algumas alegações de que ele poderia ter sido homossexual. Os rumores foram alimentados pelos relacionamentos próximos de Ulmanis com dois de seus funcionários homens, além do fato de o próprio Ulmanis não dar nenhuma informação sobre sua vida pessoal. Ele não teve descendência, embora seu irmão tivesse, com o sobrinho-neto de Ulmanis, Guntis Ulmanis, mais tarde se tornando presidente da Letônia.  